# 平基盛
平 基盛（たいら の もともり）は、平安時代末期の平家一門の武将。平清盛の次男。同母兄に重盛がいる。

## 生涯
久寿2年（1155年）4月11日に鳥羽天皇の院判官代に補され、翌日左兵衛尉に任じられた。同年11月には左衛門少尉となり、12月には検非違使の宣旨を受けた。保元元年（1156年）の保元の乱に際しては、父とともに後白河天皇方に参加。18歳ながら宇治路の警護に当たり、東山法性寺の辺りで崇徳上皇方に参陣途上の源親治を捕らえるという大功を立てた。これを賞され戦後の9月には蔵人に任じられ、従五位下に叙勲された。その後は大和、淡路の国司にも任じられている。
続く平治の乱（1159年）においては、当初父清盛や異母弟宗盛らとともに紀伊国の熊野詣において藤原信頼らの挙兵の報に接するも、在地豪族らの協力により無事帰京を果たして反乱軍を撃破。この政変を経て平家一門の政権基盤が確立されると、基盛も一門の有力者の一人として左衛門佐、遠江守、越前守、内蔵頭を歴任した。
『衛門府補任』によると永暦元年（1160年）の1月21日に左衛門佐に任じられたようで兼任として宗盛の後任の遠江守にも任じられており、同年12月29日に越前守に転じているがこの時の越前守の前任の藤原季能は基盛の死後に彼の娘婿となる。しかし応保元年（1161年）9月15日に憲仁親王皇太子擁立の疑いで親族の時忠と教盛が解官されているが、左衛門佐も基盛から藤原雅隆に変更されておりその理由は不明。
その直後からは二条天皇の内裏である押小路東洞院皇居の紫宸殿の造営の任に当たっているが、翌応保2年、同事業の完成と時期を同じくして24歳で早世した。 定説では病死とされるが、『源平盛衰記』においては、宇治川を騎馬で渡河しようとした際に藤原頼長の怨霊に祟られ溺死した、と記されている。
一子行盛は父の死後伯父の重盛に養われ、一門の都落ちに同行して壇ノ浦の戦いで自害している。また一女は後白河天皇と八条院の近臣である兵部卿藤原季能の室になっている。

## 官歴
- 久寿二年（1155年）（17歳）
  - 4月11日：院判官代（鳥羽院）
  - 4月12日：左兵衛尉
  - 11月10日：左衛門尉
  - 12月25日：検非違使宣下
- 保元元年（1156年）（18歳）
  - 9月4日：蔵人
  - 9月17日：従五位下（保元の乱での功績）
- 保元三年（1158年）（20歳）
  - 8月5日：大和守
  - 12月29日：淡路守
- 平治元年（1159年）（21歳）
  - 12月27日：左衛門佐（平治の乱での功績）
- 平治二年改元して永暦元年（1160年）（22歳）
  - 正月21日：遠江守（前任は異母弟の宗盛）
  - 12月29日：越前守
- 永暦二年改元して応保元年（1161年）（23歳）
  - 2月26日以前か？：院判官代（後白河院）[1]
- 応保二年（1162年）（24歳）
  - 正月27日：内蔵頭（前任は兄の重盛）

※従五位下以降は叙昇した日は不明。

## 系譜
- 父：平清盛（1118-1181）
- 母：高階基章の娘
- 妻：不詳
  - 男子：平行盛（?-1185）
  - 女子：藤原季能室